# Raków Częstochowa
Robotniczy Klub Sportowy Raków Częstochowa, ou simplesmente Raków Częstochowa, é um time polonês de futebol profissional da cidade de Częstochowa, voivodia da Silésia, que joga na Ekstraklasa, a primeira divisão da liga polonesa.

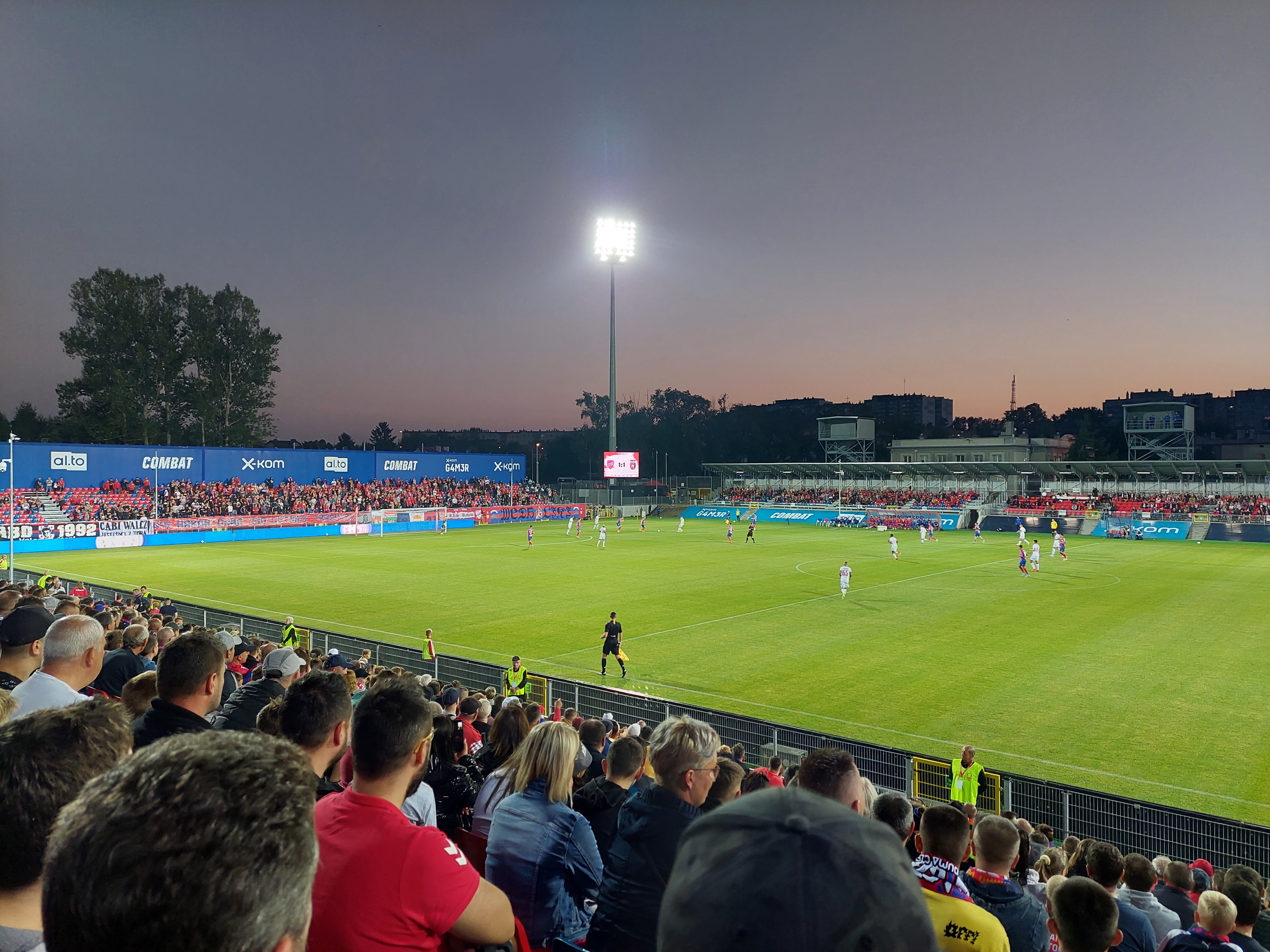
Estádio Raków

## História
O clube desportivo "Racovia" foi fundado em 1921 na aldeia de Raków. O clube foi dissolvido em 1925 por falta de registro. Em 1927, o clube foi reativado sob o nome de Robotniczy Klub Sportowy (Clube Esportivo dos Trabalhadores) Raków. Um ano depois, a aldeia tornou-se distrito de Częstochowa. O clube operava sob o patrocínio do Partido Socialista Polonês e era apoiado financeiramente pela siderúrgica Częstochowa. Em 1937 o clube foi promovido à classe A. Durante a ocupação alemã, o clube não funcionou. Nos anos 1951-1955 foi construído um estádio de futebol com pista de atletismo. Nos anos 1962-1966 o time de futebol jogou na segunda liga. Em 9 de julho de 1967, Raków perdeu por 0 a 2 com o Wisła Kraków na final da Copa da Polônia. Em 1972, os jogadores de Raków chegaram às meias-finais da Taça da Polônia, que perderam para o Legia Varsóvia. Nos anos de 1978-1980, 1981-1984 e 1990-1994 o clube jogou na segunda liga. Em 1993, a equipe júnior ficou em 2º lugar no Campeonato Júnior de Futebol da Polônia. Em 1994, pela primeira vez na história do clube, o Raków foi promovido à primeira liga. Ele jogou na primeira divisão por quatro temporadas até ser rebaixado em 1997-98. O clube sofreu rebaixamentos consecutivos em 1999-2000 e 2000-01, caindo para a IV liga. O clube finalmente conseguiu voltar à segunda divisão polonesa, I liga, em 2016.

## Acesso e Futebol Europeu
O clube venceu a I liga em 2018–19, ganhando a promoção para a Ekstraklasa antes da temporada 2019–20 pela primeira vez em 21 anos. Na mesma temporada, eles impressionaram na Copa da Polônia de 2018-19, chegando às semifinais da competição ao derrotar Lech Poznań nas oitavas de final e Legia Varsóvia nas quartas de final. Eles terminaram em 10º lugar na temporada 2019-20, sua primeira temporada na Ekstraklasa em 21 anos.
Na temporada 2020-21, Raków Częstochowa terminou em segundo lugar na liga. Esta foi a sua posição mais alta na história da liga e garantiu seu lugar nas recém-formadas eliminatórias da UEFA Europa Conference League para a temporada 2021-22, sua primeira aparição no futebol europeu. Mais sucesso se seguiu quando Raków conquistou seu primeiro grande troféu em 2 de maio de 2021, derrotando o Arka Gdynia, da I liga, na final da Copa da Polônia por 2 a 1. Em 17 de julho de 2021, Raków Częstochowa derrotou o atual detentor do título Ekstraklasa Legia Varsóvia nos pênaltis na Supercopa da Polônia.
Sua primeira aparição no futebol europeu foi na segunda pré-eliminatória da UEFA Europa Conference League de 2021-22, enfrentando a equipe lituana Sūduva, com o jogo terminando 0-0 (3-4 pênaltis) após as duas partidas. Eles enfrentaram o Rubin Kazan, da Premier League russa, na terceira pré-eliminatória, vencendo-os por 1-0 no placar agregado. Na fase de qualificação final, eles enfrentaram os belgas Gent, que venceram por 1 a 0 na primeira partida, mas perderam por 3 a 0 na segunda mão, perdendo por 3 a 1 no total, eliminando-os da concorrência.
Em 27 de maio de 2023, a equipe conseguiu o seu primeiro título da Ekstraklasa, após empatar em casa com o Zagłębie Lubin por 1 a 1.

## Títulos
| NACIONAIS | NACIONAIS            | NACIONAIS | NACIONAIS         |
|           | Competição           | Títulos   | Temporadas        |
| --------- | -------------------- | --------- | ----------------- |
|           | Campeonato Polonês   | 1         | 2022-23           |
|           | Copa da Polônia      | 2         | 2020-21 e 2021-22 |
|           | Supercopa da Polônia | 2         | 2021 e 2022       |